# Búbos réce
A búbos réce (Aythya affinis) a lúdalakúak rendjébe, ezen belül a récefélék (Anatidae) családjába és az Aythya nembe tartozó vízimadár.

## Előfordulása
Kanada és az Amerikai Egyesült Államok területén költ. Vonulás során Közép-Amerikán keresztül Dél-Amerika északi részéig vonul. Kóborló példányai megjelentek Európában is.

## Megjelenése
Testhossza 38–45 centiméter, szárnyfesztávolsága 75 centiméter, testtömege pedig 700–1200 gramm. A hím fekete és fehér, a tojó barnás színű.

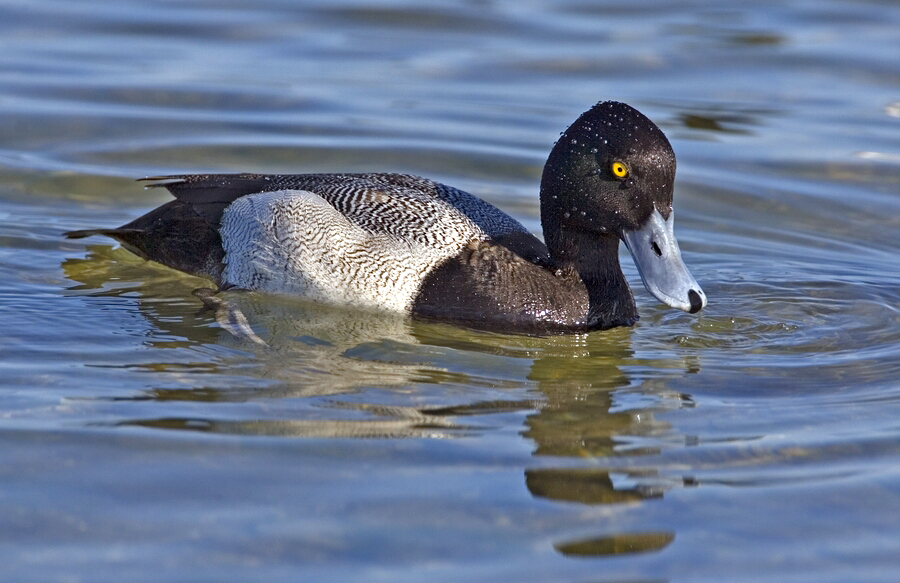
A hím...
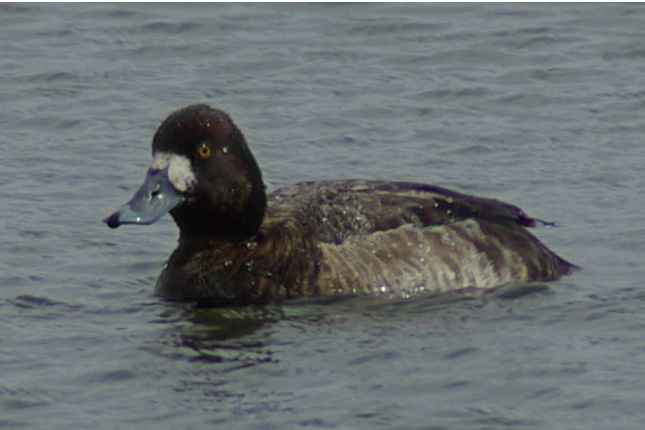
...és a tojó